# Efo riro

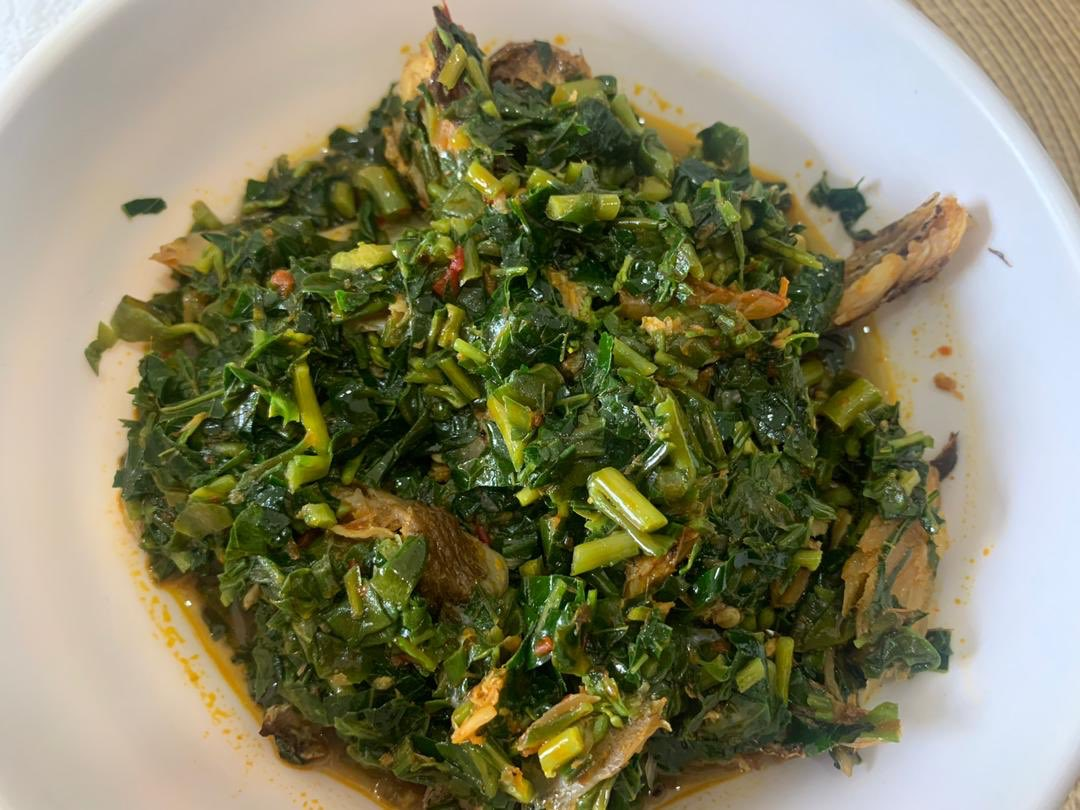
Efo riro

Efo riro ist eine scharfe dickliche Gemüsesuppe oder -eintopf, und stellt einen Standard der nigerianischen Küche dar. Hauptzutaten sind Spinat und Grünkohl kombiniert mit Zwiebeln, Tomaten, Thymian und scharfen Chilischoten, oft auch mit frischem oder getrocknetem Fisch wie Wels, Kabeljau, Flunder oder Garnelen aufgewertet. Die traditionelle Beilage sind Gari auch Eba genannt, Amala oder  Fufu.
Durch den Sklavenhandel kam Efo nach Ostbrasilien, wo eine Variation der Suppe im brasilianischen Küstenstaat Bahia geräucherte Garnelen, Krebsfleisch, Knoblauch und Koriander enthält.